# Stellicola astrivagus
Stellicola astrivagus is een eenoogkreeftjessoort uit de familie van de Lichomolgidae. De wetenschappelijke naam van de soort is voor het eerst geldig gepubliceerd in 1986 door Humes.